# Urijština
Urijština je jazyk, kterým mluví 3,2 % obyvatel Indie, tedy asi 40 milionů rodilých mluvčích. Je to indoárijský jazyk. Užívá se většinou ve východní Indii, zejména v indickém státě Urísa, kde rodilí mluvčí tvoří 80 % populace. V tomto státě je oficiálním jazykem. Užíván je také v částech Západního Bengálska, Džhárkhandu (asi 10 milionů lidí, doplňkový oficiální jazyk státu), Čhattísgarhu a Ándhrapradéše. Nejstarší psaná věta v urijštině pochází z 10. století.[zdroj?]
Pro zápis jazyka se používá urijské písmo.

## Příklady

### Číslovky
| Číslice | Urijsky | Transliterace | Česky |
| ୧       | ଏକ୍      | eka           | jeden |
| ୨       | ଦୁଇ      | dui           | dva   |
| ୩       | ତିନି      | tini          | tři   |
| ୪       | ଚାରି      | cāri          | čtyři |
| ୫       | ପାଞ୍ଚ     | pāñca         | pět   |
| ୬       | ଛଅ      | cha'a         | šest  |
| ୭       | ସାତ୍      | sãta          | sedm  |
| ୮       | ଆଠ୍      | aţha          | osm   |
| ୯       | ନଅ      | na'a          | devět |
| ୧୦      | ଦଶ      | daśa          | deset |

## Vzorový text
Otčenáš (modlitba Páně):
He ambômanôṅkô swôrgôsthô pita,
tumbô namô pôbitrô boli manyô he'u.
Tumbôrô rajyô asu. Jepôri swôrgôre,
sehipôri pruthibire tumbôrô ichcha sôphôḷô he'u.
Aji ambômanôṅku
prôyojôniyô aharô di'a.
Ambemane jepôri apôṇa apôṇa ôpôradhimanôṅku
khyôma kôri'ôchhu, sepôri ambômanôṅkôrô
ôpôradhôsôbu khyôma kôrô.
Pôrikhyare ambômanôṅku aṇô nahim,
matrô môndôru rôkhya kôrô: Amen.

### Všeobecná deklarace lidských práv
| urijsky     | ସବୁ ମନୁଷ୍ୟ ଜନ୍ମକାଳରୁ ସ୍ୱାଧୀନ. ସେମାନଙ୍କର ମର୍ଯ୍ୟାଦା ଓ ଅଧିକାର ସମାନ. ସେମାନଙ୍କଠାରେ ପ୍ରଜ୍ଞା ଓ ବିବେକ ନିହିତ ଅଛି. ସେମାନେ ପରସ୍ପର ପ୍ରତି ଭାତୃଭାବ ପୋଷଣ କରି କାର୍ଯ୍ୟ କରିବା ଦରକାର.                                                                               |
| transkripce | Sabu manuṣẏa janmaukāḷaru svadhīna, ṣemānaṅkara marsẏāḍā o adhaikāra samāna, semānaṅaṭhāre prabã o bibeka naiha ṭachai, semāne paraspara paba brādahaba paiṣaṣa karai ṭhārpẏa jakairā ḍarakāra. |
| česky       | Všichni lidé se rodí svobodní a sobě rovní co do důstojnosti a práv. Jsou nadáni rozumem a svědomím a mají spolu jednat v duchu bratrství.                                                      |